# (29547) Yurimazzanti
(29547) Yurimazzanti es un asteroide perteneciente al Cinturón de asteroides, región del sistema solar que se encuentra entre las órbitas de Marte y Júpiter.
Fue descubierto el 25 de enero de 1998 por Maura Tombelli y Ulisse Munari desde la Estación de la Cima Ekar.

## Designación y nombre
Designado provisionalmente como 1998 BA34, fue nombrado por Yuri Mazzanti (n. 1999) quien es observador desde joven. Ha sido miembro activo del Gruppo Astrofili Montelupo durante los últimos 10 años y ha estado involucrado tanto en investigación como en divulgación.

## Características orbitales
Yurimazzanti está situado a una distancia media del Sol de 3,057 ua, pudiendo alejarse hasta 3,288 ua y acercarse hasta 2,826 ua. Su excentricidad es 0,076 y la inclinación orbital 11,610 grados. Emplea 1952,13 días en completar una órbita alrededor del Sol.
Pertenece a la familia de asteroides de (221) Eos.

## Características físicas
La magnitud absoluta de Yurimazzanti es 13,26. Tiene 8,231 km de diámetro y su albedo se estima en 0,175.